# Mistrzostwa Świata w Strzelectwie 1949
Mistrzostwa Świata w Strzelectwie 1949 – 34. edycja mistrzostw świata w strzelectwie. Odbyły się one w argentyńskim Buenos Aires.
Rozegrano 28 konkurencji. Najwięcej medali zdobył Fin Pauli Janhonen (7 medali). W klasyfikacji medalowej zwyciężyła reprezentacja Finlandii, która wywalczyła 7 złotych, 7 srebrnych i 4 brązowe medale. Gospodarze (Argentyna) zajęli w tymże zestawieniu trzecie miejsce, z 5 złotymi i 2 brązowymi medalami. Ponadto trzy reprezentacje po raz pierwszy zdobyły medale mistrzostw świata – były to Brazylia, Jugosławia i Urugwaj.
Mundial po raz drugi gościło Buenos Aires (wcześniej mistrzostwa były tutaj organizowane w 1903 roku).

## Klasyfikacja medalowa
Gospodarze mistrzostw
| Pozycja | Kraj              | Złoto | Srebro | Brąz | Łącznie |
| ------- | ----------------- | ----- | ------ | ---- | ------- |
| 1       | Finlandia         | 7     | 7      | 4    | 17      |
| 2       | Norwegia          | 5     | 4      | 5    | 14      |
| 3       | Argentyna         | 5     | 0      | 2    | 7       |
| 4       | Szwajcaria        | 4     | 4      | 5    | 13      |
| 5       | Stany Zjednoczone | 4     | 4      | 3    | 11      |
| 6       | Szwecja           | 3     | 8      | 7    | 18      |
| 7       | Jugosławia        | 0     | 1      | 0    | 1       |
| 8       | Brazylia          | 0     | 0      | 1    | 1       |
| 8       | Hiszpania         | 0     | 0      | 1    | 1       |
| 8       | Urugwaj           | 0     | 0      | 1    | 1       |

## Wyniki
| Konkurencja                                                            | Złoto                                                                                     | Wynik                         | Srebro                                                                                         | Wynik                         | Brąz                                                                                     | Wynik                         |
| Karabin wojskowy, 300 m, system argentyński                            | Pablo Cagnasso                                                                            | 419 pkt.                      | Olavi Elo                                                                                      | 415 pkt.                      | Emil Grünig                                                                              | 410 pkt.                      |
| Karabin wojskowy, 300 m, system argentyński, drużynowo                 | Szwecja Uno Berg Sven Dessle Holger Erbén Kurt Johansson                                  | 1616 pkt.                     | Finlandia Olavi Elo Pauli Janhonen Kullervo Leskinen Jussi Nordqvist                           | 1605 pkt.                     | Argentyna Antonio Ando Pablo Cagnasso Claudio Cabrera Ramon Hagen                        | 1597 pkt.                     |
| Karabin standardowy, trzy postawy, 300 m                               | Holger Erbén                                                                              | 529 pkt.                      | Walther Fröstell                                                                               | 520 pkt.                      | Harvey Villela                                                                           | 518 pkt.                      |
| Karabin standardowy, trzy postawy, 300 m, drużynowo                    | Szwecja Uno Berg Holger Erbén Sven Dessle Walther Fröstell Kurt Johansson                 | 2534 pkt.                     | Jugosławia Pero Cestnik Jovan Kratohvil Milovan Mihorko Momir Marković Stjepan Prauhardt       | 2491 pkt.                     | Szwajcaria Robert Bürchler Emil Grünig Otto Horber Werner Jakober Ernst Kramer           | 2486 pkt.                     |
| Karabin dowolny, trzy postawy, 300 m                                   | Olavi Elo                                                                                 | 1118 pkt.                     | Pauli Janhonen                                                                                 | 1118 pkt.                     | Jonas Jonsson                                                                            | 1112 pkt.                     |
| Karabin dowolny, trzy postawy, 300 m, drużynowo                        | Finlandia Olavi Elo Pauli Janhonen Kullervo Leskinen Toivo Mänttäri Jussi Nordqvist       | 5512 pkt.                     | Szwajcaria Robert Bürchler Emil Grünig Werner Jakober Otto Horber Ernst Kramer                 | 5508 pkt.                     | Szwecja Uno Berg Holger Erbén Walther Fröstell Kurt Johansson Jonas Jonsson              | 5488 pkt.                     |
| Karabin dowolny leżąc, 300 m                                           | Otto Horber                                                                               | 388 pkt.                      | Kurt Johansson                                                                                 | 387 pkt.                      | Robert Bürchler                                                                          | 386 pkt.                      |
| Karabin dowolny klęcząc, 300 m                                         | Kullervo Leskinen                                                                         | 375 pkt.                      | Otto Horber                                                                                    | 374 pkt.                      | Ernst Kramer                                                                             | 374 pkt.                      |
| Karabin dowolny stojąc, 300 m                                          | Olavi Elo                                                                                 | 364 pkt.                      | Pauli Janhonen                                                                                 | 364 pkt.                      | Willy Røgeberg                                                                           | 361 pkt.                      |
| Pistolet dowolny, 50 m                                                 | Beat Rhyner                                                                               | 548 pkt.                      | Harry Reeves                                                                                   | 547 pkt.                      | Ángel Gonzalo                                                                            | 541 pkt.                      |
| Pistolet dowolny, 50 m, drużynowo                                      | Argentyna Oscar Bidegain Pablo Cagnasso Antonio Cannavo Federico Grüben Alberto Martigena | 2627 pkt.                     | Szwecja Hugo Lundkvist Sven Lundquist Sture Nordlund Gösta Pihl Torsten Ullman                 | 2621 pkt.                     | Stany Zjednoczone Huelet Benner William Hancock Charles Logie Harry Reeves William Toney | 2616 pkt.                     |
| Karabin małokalibrowy leżąc, 50 i 100 m                                | Arthur Jackson                                                                            | 594 pkt.                      | Thore Skredegaard                                                                              | 594 pkt.                      | Halvar Kongsjorden                                                                       | 594 pkt.                      |
| Karabin małokalibrowy leżąc, 50 i 100 m, drużynowo                     | Norwegia Mauritz Amundsen Johan Hunæs Halvar Kongsjorden Willy Røgeberg Thore Skredegaard | 2960 pkt.                     | Stany Zjednoczone Arthur Cook Arthur Jackson Robert Sandager Emmett Swanson August Westergaard | 2950 pkt.                     | Szwajcaria Albert Bachofner Robert Bürchler Georg Clavadetscher Emil Grünig Otto Horber  | 2933 pkt.                     |
| Karabin małokalibrowy, trzy postawy, 50 m                              | Pauli Janhonen                                                                            | 1165 pkt.                     | Arthur Cook                                                                                    | 1163 pkt.                     | Erling Kongshaug                                                                         | 1162 pkt.                     |
| Karabin małokalibrowy, trzy postawy, 50 m, drużynowo                   | Finlandia Olavi Elo Pauli Janhonen Kullervo Leskinen Toivo Mänttäri Vilho Ylönen          | 5770 pkt.                     | Szwecja Uno Berg Holger Erbén Walther Fröstell Kurt Johansson Jonas Jonsson                    | 5763 pkt.                     | Norwegia Mauritz Amundsen Johan Hunæs Erling Kongshaug Willy Røgeberg Tore Skredegaard   | 5755 pkt.                     |
| Karabin małokalibrowy leżąc, 50 m                                      | Arthur Cook                                                                               | 398 pkt.                      | Toivo Mänttäri                                                                                 | 398 pkt.                      | Uno Berg                                                                                 | 398 pkt.                      |
| Karabin małokalibrowy klęcząc, 50 m                                    | Robert Bürchler                                                                           | 393 pkt.                      | Werner Jakober                                                                                 | 390 pkt.                      | Olavi Elo                                                                                | 390 pkt.                      |
| Karabin małokalibrowy stojąc, 50 m                                     | Pauli Janhonen                                                                            | 380 pkt.                      | Erling Kongshaug                                                                               | 379 pkt.                      | Holger Erbén                                                                             | 377 pkt.                      |
| Pistolet szybkostrzelny, 25 m                                          | Huelet Benner                                                                             | 565 pkt.                      | Harry Reeves                                                                                   | 564 pkt.                      | Leonard Ravilo                                                                           | 563 pkt.                      |
| Pistolet szybkostrzelny, 25 m, drużynowo                               | Argentyna Carlos Enrique Díaz Dionisio Fernández Oscar Cervo Enrique Furtado              | 2219 pkt. (dogrywka 239 pkt.) | Finlandia Vaino Heusala Matti Kallio Leonard Ravilo Eino Saarnikko                             | 2219 pkt. (dogrywka 239 pkt.) | Stany Zjednoczone Huelet Benner William Hancock Charles Logie Harry Reeves               | 2219 pkt. (dogrywka 238 pkt.) |
| Pistolet centralnego zapłonu, 25 m                                     | Heinrich Keller                                                                           | 559 pkt.                      | Eino Saarniko                                                                                  | 548 pkt.                      | Huelet Benner                                                                            | 546 pkt.                      |
| Pistolet centralnego zapłonu, 25 m, drużynowo                          | Stany Zjednoczone Huelet Benner William Hancock Charles Logie Harry Reeves                | 2161 pkt.                     | Szwajcaria Heinz Ambühl Hans Gämperli Heinrich Keller Beat Rhyner                              | 2160 pkt.                     | Finlandia Matti Kallio Leonard Ravilo Jaakko Rintanen Eino Saarnikko                     | 2156 pkt.                     |
| Strzelanie do sylwetki jelenia                                         |                                                                                           |                               |                                                                                                |                               |                                                                                          |                               |
| Runda pojedyncza do sylwetki jelenia, 100 metrów                       | John Larsen                                                                               | 210 pkt.                      | Rolf Bergersen                                                                                 | 204 pkt.                      | Birger Kockgard                                                                          | 203 pkt.                      |
| Runda podwójna do sylwetki jelenia, 100 metrów                         | Hans Aasnæs                                                                               | 194 pkt.                      | Olof Sköldberg                                                                                 | 191 pkt.                      | Birger Bühring-Andersen                                                                  | 188 pkt.                      |
| Runda pojedyncza i podwójna do sylwetki jelenia, 100 metrów            | John Larsen                                                                               | 398 pkt.                      | Rolf Bergersen                                                                                 | 398 pkt.                      | Olof Sköldberg                                                                           | 389 pkt.                      |
| Runda pojedyncza i podwójna do sylwetki jelenia, 100 metrów, drużynowo | Norwegia Hans Aasnæs Birger Bühring-Andersen Rolf Bergersen Rasmus Lund John Larsen       | 1914 pkt.                     | Szwecja Birger Kockgard Thorleif Kockgard Hans Liljedahl Olle Mirowsky Olof Sköldberg          | 1873 pkt.                     | Argentyna J. Durando S. Mella A. Peverelli J. Pereyra M. Schilling                       | 1536 pkt.                     |
| Strzelanie do rzutków                                                  |                                                                                           |                               |                                                                                                |                               |                                                                                          |                               |
| Trap                                                                   | Fulvio Rocchi                                                                             | 284 pkt.                      | Klas Kleberg                                                                                   | 283 pkt.                      | Ivar Borg                                                                                | 281 pkt.                      |
| Trap, drużynowo                                                        | Argentyna León Bozzi Juan de Giacomi Juan Martini Fulvio Rocchi                           | 736 pkt.                      | Szwecja Ivar Borg Klas Kleberg Hans Liljedahl Carl Palmstierna                                 | 736 pkt.                      | Urugwaj L. Malugani H. Barrera J. Nocetti F. Fleurguin                                   | 716 pkt.                      |